# Ларс Гауген
Ларс Гауген (норв. Lars Haugen; 19 березня 1987, м. Осло, Норвегія) — норвезький хокеїст, воротар. Виступає за «Фер'єстад» (Карлстад) у Шведській хокейній лізі. 
Вихованець хокейної школи ХК «Волеренга» (Осло). Виступав за «Спарта» (Сарпсборг), ХК «Леренскуг», «Манглеруд Стар» (Осло), «Шахтар» (Солігорськ), «Динамо» (Мінськ), «Юність» (Мінськ). 
У складі національної збірної Норвегії учасник зимових Олімпійських іграх 2014 (4 матчі), учасник чемпіонатів світу 2011, 2012, 2013, 2014 і 2015 (29 матчів). У складі молодіжної збірної Норвегії учасник чемпіонату світу 2006. У складі юніорської збірної Норвегії учасник чемпіонатів світу 2004 і 2005 (дивізіон I).